# Östertjärnen (Mora socken, Dalarna, 683178-141551)
Östertjärnen är en sjö i Mora kommun i Dalarna och ingår i Ljusnans huvudavrinningsområde.